# Codomini
|  | No s'ha de confondre amb Condomini. |

Visualització d'una funció f des de X cap a Y. L'àrea més petita de dins de Y és el recorregut de f. Y és el codomini de f.

En matemàtiques, el codomini o conjunt d'arribada d'una funció f : X → Y és el conjunt Y. En aquest cas, el domini de f és el conjunt X.
El recorregut de f és el conjunt f(X) definit com a { f(x) ∈ Y : x ∈ X }.
D'aquestes definicions se'n desprèn que el recorregut f(X) és sempre un subconjunt del codomini de f.

## Exemples
Com a exemple, sia la funció f una funció definida al conjunt dels nombres reals:
{\displaystyle f\colon \mathbb {R} \rightarrow \mathbb {R} }
{\displaystyle f\colon \,x\mapsto x^{2}.}
El codomini de f és {\displaystyle \mathbb {R} }, però clarament f no té com a imatge cap nombre negatiu.
Per tant, el recorregut de f és el conjunt {\displaystyle \mathbb {R} _{0}^{+}}, és a dir, l'interval [0,∞) on:
{\displaystyle 0\leq f(x)<\infty .}
Es pot definir una altra funció g així: 
{\displaystyle g\colon \mathbb {R} \rightarrow \mathbb {R} _{0}^{+}}
{\displaystyle g\colon \,x\mapsto x^{2}.}
Mentre que f i g produeixen el mateix nombre com a imatge de qualsevol valor x, no són, des del punt de vista modern, la mateixa funció perquè tenen diferents codomins. Per a veure el perquè, suposeu que es defineix una tercera funció h:
{\displaystyle h\colon \mathbb {R} _{0}^{+}\rightarrow \mathbb {R} }.
{\displaystyle h\colon \,x\mapsto {\sqrt {x}}.}
Ara, definint la composició de funcions
{\displaystyle h\circ f},
{\displaystyle h\circ g}.
Com es pot veure, {\displaystyle h\circ f} no té sentit. Suposeu (tal com cal, tret que explícitament s'estableixi altra cosa) que no se sap quin és el recorregut de {\displaystyle f}; només se sap que pot ser {\displaystyle \mathbb {R} }. Però això és un problema a causa del fet que l'arrel quadrada dels nombre negatius no està definida en el conjunt dels reals. Ara es té un problema perquè la funció h, quan es compon amb la funció f, podria rebre un argument que no pot gestionar.
Aquesta manca de claredat ha de ser evitada en treballs formals. La composició de funcions, per això, requereix que el codomini de la funció de la banda dreta de la composició (no el seu recorregut, que és una conseqüència de la funció i es diu que és indeterminat a nivell de la composició) ha de ser el mateix que el domini de la funció del cantó esquerre.